# Сагринь-Колонія
Сагринь-Колонія (пол. Sahryń-Kolonia) — село в Польщі, у гміні Вербковичі Грубешівського повіту Люблінського воєводства.
Населення — 216 осіб (2011).

## Історія
У 1975—1998 роках село належало до Замойського воєводства.

## Демографія
Демографічна структура станом на 31 березня 2011 року:
|          | Загалом | Допрацездатний вік | Працездатний вік | Постпрацездатний вік |
| -------- | ------- | ------------------ | ---------------- | -------------------- |
| Чоловіки | 104     | 21                 | 59               | 24                   |
| Жінки    | 112     | 24                 | 57               | 31                   |
| Разом    | 216     | 45                 | 116              | 55                   |